# Ԥ
Ԥ, ԥ или П с камшиче е буква от кирилицата. Тя е 36-а буква от абхазката азбука и представя придихателната беззвучна двубърнена преградна съгласна /pʰ/. На латиница буквата се предава като ṗ ṕ или ph. В грузинския вариант на абхазката азбука буквата изглежда така ფ. Буквата Ԥ произлиза от кирилското П, на което е добавен десцендер (камшиче). В последно време в абхазкия език буквата Ԥ заменя Ҧ.

## Кодове
| Буква  | Уникод |
| ------ | ------ |
| Главна | U+0524 |
| малка  | U+0525 |

В други кодировки буквата Ԥ отсъства.